# Francesco Geminiani
Francesco Xaverio Geminiani (Lucca, 5 de desembre de 1687 – Dublín, 17 de setembre de 1762) fou un violinista i compositor italià.

## Biografia
Fou fill del conegut violinista Giuliano Geminiani, que va ser el seu primer professor. Va continuar els seus estudis sota la direcció d'Alessandro Scarlatti, i més tard va esdevenir deixeble de Carlo Ambrogio Lonati, sobrenomenat Il geperut, que fou un hàbil violinista, i finalment va passar a l'escola d'Arcangelo Corelli. Des de 1707 el va substituir a la Capella Palatina de Lucca. El 1711 va ser primer violí i director de l'Òpera de Nàpols. Després d'un breu retorn a Lucca, el 1714 va marxar a Londres on les seves brillants actuacions li van donar ràpidament una gran reputació. Dos anys després de la seva arribada a Londres va publicar 12 sonates per a violí i baix o clavecí, que va dedicar al baró de Kielmansegge, camarlenc del rei Jordi I de la Gran Bretanya. Aquest treball va constituir un èxit brillant. El baró, que era el principal protector de Geminiani, va informar el rei i va obtenir permís perquè Geminiani interpretés algunes de les seves produccions en la seva presència. En aquella ocasió Händel va acompanyar Geminiani al clavicèmbal, en un concert que va justificar per la seva excel·lència la protecció dels amics de l'italià.
Malauradament, li agradava tant la pintura que sovint s'endeutava adquirint quadres valuosos. La seva imprudència financera en aquest àmbit va arribar tan lluny que es va veure obligat a posar-se sota la protecció d'una llei que assegurava la llibertat de les persones vinculades a l'alta noblesa anglesa: el comte d'Essex el va situar a la llista dels seus servidors.
El lloc de professor de música i compositor de l'estat d'Irlanda havia quedat vacant el 1727 i el comte d'Essex el va demanar a Robert Walpole per a Geminiani, però Walpole el va rebutjar, tot dient que un catòlic no podia ocupar-lo. El càrrec va ser donat així a Mathieu Bubourg que havia estat deixeble de l'home que havia rebutjat el càrrec. No obstant això, les obres que Geminiani publicava cada any van augmentar la seva reputació. A més dels seus concerts, havia arranjat les sonates per a violí sol de Corelli i sis sonates del mateix autor. Però la publicació d'aquests diversos treballs havia millorat poc la seva situació. Durant un viatge que va fer a París va entrar en relació amb el pare Castel que va fer una anàlisi apologètica de la guia harmònica de Geminiani, que va publicar al Journal des sçavans. De tornada a Anglaterra, Geminiani el va traduir a l'anglès i el va publicar per silenciar les crítiques.
Després d'altres viatges i una estada a París, durant la qual havia revisat i corregit edicions de moltes de les seves obres impreses, Geminiani va tornar a Anglaterra el 1755, hi va editar noves composicions i va començar a publicar una mena de revista musical, sota el títol de The Harmonical Miscellaney, però el poc èxit d'aquesta iniciativa el va fer desistir de l'empresa després de només dos números. El 1761 Geminiani va marxar a Irlanda, on Bubourg, que aleshores era el cap de l'orquestra del rei, el va rebre amb l'agraïment que devia al seu antic mestre. Geminiani havia passat uns quants anys recollint materials considerables per a un llibre de música, però una dona que estava al seu servei, i que sens dubte hi havia entrat amb l'únic propòsit de robar-li, va robar el manuscrit, que mai va aparèixer. Aquesta pèrdua va causar una profunda impressió en l'esperit de Geminiani i probablement va accelerar el final de la seva vida. Va morir a Dublín el 17 de setembre de 1762.

## Consideracions sobre l'artista
Com a intèrpret Geminiani semblava tenir un talent de primer ordre, però no hi ha una opinió unànime sobre el seu talent com a compositor. Avison esmenta les seves composicions com a un model d'excel·lent música instrumental, lloant sobretot la seva modulació dolça i expressiva, la sempre perfecta harmonia i la naturalitat dels passatges. Burney diu, al contrari, que les seves composicions són atrevides i plenes d'invenció, però defectuoses en el ritme i la melodia, i que contenen tan poques frases que a un músic que s'equivoca fent la seva part li costaria un esforç trobar per on continuar. Sigui quina sigui la veritat, no hi ha dubte que va intentar allunyar-se de l'estil antic de Corelli, però si les formes de les composicions són més modernes, no es pot trobar la riquesa i la puresa d'estil del seu mestre. Com a escriptor pedagògic, Geminiani mereix elogis pel tractat L'art de tocar el violí... que és un bon llibre elemental, però la resta dels seus escrits, i sobretot la seva Guia harmònica, estan molt per sota. Aquesta darrera obra, en particular, conté només una col·lecció de resolucions harmòniques, escrites amb un estil incorrecte.

## Geminiani i la maçoneria
Francesco Geminiani fou sens dubte el primer italià iniciat en la maçoneria, en el seu cas a la lògia Queen's Head de Londres l'u de febrer de 1725 i, per tant, es considera el maçó més antic d'Itàlia. Va ser elevat al grau de Mestre el 12 de maig del mateix any. Francesco Geminiani, que ja havia viscut i desenvolupat la seva activitat artística a Nàpols, va ser encarregat pel Gran Mestre de la Primera Gran Lògia d'Anglaterra Lord Henry Hare, tercer baró de Coleraine (1693-1749), juntament amb el germà George Olivaros, d'establir una lògia maçònica regular a la capital del Regne de Nàpols. El document va ser signat per ordre del Gran Mestre pel secretari de la Gran Lògia d'Anglaterra, germà William Reid, l'11 de maig de 1728 i va ser conferit als dos germans maçons italians el 22 de maig de 1728, data oficial del naixement de la Lògia Perfetta Unione.

## Assajos i tractats
Geminiani va publicar els següents tractats en anglès:
- Rules for playing in a true taste on the violin, german flute, violoncello and harpsichord, particulary the thorough bass, exemplifyd in a variety of compositions on the subiects of english, scotch, and irish tunes (Regles per tocar amb un veritable gust amb el violí, la flauta alemanya, el violoncel i el clavicèmbal, especialment el baix continu, exemplificades en una varietat de composicions sobre temes de melodies angleses, escoceses i irlandeses, 1745)
- A treatise on good taste being the second part of the rules (Un tractat sobre el bon gust que constitueix la segona part de les regles, 1749)
- The art of playing on the violin, containing all the rules necessary to attain to a perfection on that instrument with a great variety of compositions which will also be very useful to these who study the violoncello, harpsichord, & co (L'art de tocar el violí, que conté totes les regles necessàries per assolir la perfecció en aquest instrument amb una gran varietat de composicions que també seran molt útils per a aquells que estudien el violoncel, el clavicèmbal, etc.).

En aquest darrer treball, pressuposa el coneixement de les notes i es compromet a explicar al lector l'ús del diapasó del violí i la manera d'utilitzar l'arc. En un gravat que havia preparat amb aquest propòsit, va dividir el diapasó en 12 parts, en tons sencers i en semitons, exigint que l'alumne portés aquest dibuix al diapasó del violí, amb un llapis de cera, i, per mostrar l'ús, va dibuixar diverses escales amb la indicació de la digitació i les sis posicions diferents de la mà, aclarint finalment aquesta part mitjançant exemples eloqüents. També ensenyava a emprar l'arc; com s'ha de subjectar i com col·locar-lo a les cordes per obtenir sons agradables, com s'ha d'aixecar i com aconseguir el fort i el piano. Totes aquestes regles van seguides per una sèrie d'exemples o, millor dit, 12 solos per a violí, amb acompanyament de baix, en tots els estils, tons i moviments.
- Guia harmònica o diccionari harmònic, essent una guia segura de l'harmonia i la modulació

Aquesta obra, que consta només de passatges molt breus, i sobre la qual se suposa que l'autor va treballar durant vint anys, va ser traduïda al francès a París l'any 1756. Va aparèixer sota el títol de Guide harmonique, ou dictionnaire harmonique
- A supplement to guida armonica, with examples shewing it's use in composition (Un complement a la guia harmònica, amb exemples que mostren el seu ús en composició)
- The art of accompaniament or a new and well digested method to learn to perform the thorough bass on the hapsichord (L'art de l'acompanyament o un mètode nou i ben dissenyat per aprendre a interpretar el baix al clavecí)
- The art of playing guitar or cittra, containing several compositions with a bass for the violoncello or harpsichord (L'art de tocar la guitarra o cítara, que conté diverses composicions amb un baix per a violoncel o clavecí)

## Obres
- 12 Sonates per a violí, violoncel i clavecí, op. 1, Londres 1716
- Arranjaments per a Concerto Grosso de les sonates 1-6 per a violí op. 5 de Corelli, Londres 1726
- Arranjaments per a Concerto Grosso de les sonates 7-12 per a violí op. 5 de Corelli, Londres 1727
- Revisió de les Sonates per a violí i baix continu de Francesco Mancini, Londres 1727
- 6 Concerts en 7 parts (Concerti grossi), op. 2, Londres 1732 (1a edició) i París 1755 (2a edició)
- 6 Grans Concerts, op. 3, Londres 1732 (1a edició) i París 1755 (2a edició)
- "El bosc encantat" - Pantomima, suite del XIII Canto della Gerusalemme Liberata, març de 1754
- 12 Sonates per a violí i continu, op. 4, Londres 1739
- Transcripció per a clavecí de les sonates de l'op.1 i l'op. 4, 1741
- 6 Concerti Grossi, Londres 1743 (transcripcions de les sonates 1,11, 2, 5, 7 i 9 de la seva op. 4)
- 6 Sonates per a violoncel i continu, op. 5, París, 1746
- Transcripció per a violí de les sonates op. 5, Londres / La Haia 1746
- 6 Concerts, op. 6. Londres 1741-42 (perdut)
- 6 Concerti Grossi (en 8 parts) op. 7, Londres 1748
- Transcripcions en trio de les sonates op. 1, Londres 1757